# Esteban Cambiasso
Esteban Matías Cambiasso (* 18. August 1980 in San Fernando) ist ein ehemaliger argentinisch-italienischer Fußballspieler. Er war argentinischer Nationalspieler und spielte zehn Jahre bei Inter Mailand. Mit Inter wurde er fünf Mal italienischer Meister und gewann in der Saison 2009/10 die UEFA Champions League. Derzeit ist er im Trainerteam der kolumbianischen Nationalmannschaft.

## Karriere

### Im Verein
Esteban Cambiasso begann seine Fußballkarriere in den Jugendmannschaften der Argentinos Juniors. Als 16-Jähriger wurde der Mittelfeldspieler 1996 von Real Madrid verpflichtet, aber es dauerte bis zu seinem 23. Lebensjahr, ehe er sich bei den Königlichen einen Namen machen konnte. Beim UEFA Super Cup in Monaco verhalf er dem damaligen Champions-League-Sieger zu einem 3:1-Erfolg über Feyenoord. Durch zwei glanzvolle Einzelleistungen bereitete er zwei Tore vor und legte damit den Grundstein für Reals ersten Triumph in diesem Wettbewerb. Zuvor wurde er für einige Jahre in sein Heimatland Argentinien ausgeliehen, wo er in 98 Spielen 14 Tore für CA Independiente erzielte. Nach einem Vereinswechsel machte er in der Saison 2001/02 weitere 12 Treffer in 37 Spielen bei River Plate.
Durch den Überschuss an Mittelfeldspielern bei Real Madrid war es schwer, sich einen Stammplatz zu erkämpfen. Davon blieb auch Cambiasso nicht verschont, der nach Vertragsablauf 2003/04 ablösefrei zu Inter Mailand wechselte, wo er einen Vierjahresvertrag unterschrieb.
Cambiasso etablierte sich schnell als Stammkraft und Leistungsträger des Mailänder Traditionsvereins und gehörte über Jahre zu den stärksten Mittelfeldspielern der Serie A. Für die Nerazzurri bestritt er 430 Pflichtspiele und erzielte dabei 51 Tore. Besonders wichtig war dabei sein Treffer zum 2:1-Endstand gegen den FC Chelsea im Achtelfinale der Champions-League-Saison 2009/10, der für Inter im Rückspiel gegen das englische Spitzenteam eine gute Ausgangslage bedeutete und somit den Grundstein für den Champions-League-Erfolg der Mailänder in diesem Jahr legte.
Im März 2009 unterschrieb Cambiasso einen neuen Fünfjahresvertrag bis zum 30. Juni 2014. Da dieser von Inter nicht mehr verlängert wurde, schloss sich Cambiasso im August 2014 dem Premier-League-Aufsteiger Leicester City an, bei dem er einen Einjahresvertrag unterzeichnete. Cambiasso trug maßgeblich dazu bei, dass Leicester bereits einen Spieltag vor Ende der Saison den Klassenerhalt fixieren konnte, und der Argentinier wurde zum Leicester-Spieler der Saison 2014/15 gewählt.
Am 7. August 2015 wechselte Cambiasso ablösefrei zum griechischen Serienmeister Olympiakos Piräus. Mit Olympiakos gewann Cambiasso zweimal die griechische Super League, ehe er den Verein im Sommer 2017 nach zwei Spielzeiten verließ.

### In der Nationalmannschaft
Sein Debüt in der argentinischen Nationalmannschaft gab Cambiasso am 20. Dezember 2000 gegen Mexiko. Zwar wurde er für den Kader der FIFA-Weltmeisterschaft 2002 nicht berücksichtigt, allerdings konnte sich Cambiasso danach mit guten Leistungen in der Albiceleste behaupten und spielte beim Konföderationen-Pokal 2005.
Als Nummer 5 der argentinischen Nationalmannschaft nahm er an der Fußball-Weltmeisterschaft 2006 in Deutschland teil. Am 30. Juni 2006 scheiterte er im Viertelfinale der Fußball-Weltmeisterschaft gegen Deutschland im Elfmeterschießen beim entscheidenden Elfmeter an Torhüter Jens Lehmann, wodurch Argentinien ausschied.
Im Sommer 2007 nahm er wiederum an der Copa América teil. Cambiasso kam als Stammspieler im Laufe des Turniers mehrfach zum Einsatz. Der Turniersieg blieb ihm allerdings verwehrt, da Argentinien, wie bereits 2004, im Endspiel gegen Brasilien unterlag. Für die Fußball-Weltmeisterschaft 2010 in Südafrika wurde er nicht nominiert, was bei vielen Fans und Journalisten für Verwunderung sorgte. Für die Copa América 2011 in Argentinien wurde er wieder einberufen, allerdings konnte er das frühe Ausscheiden seiner Mannschaft im Viertelfinale nicht verhindern.

## Sonstiges
Cambiasso ist liiert und hat einen Sohn. Seine Familie stammt aus der Provinz Genua. Er besitzt neben der argentinischen auch die italienische Staatsbürgerschaft.

## Erfolge
Nationalmannschaft
- U-20-Weltmeisterschaft: 1997

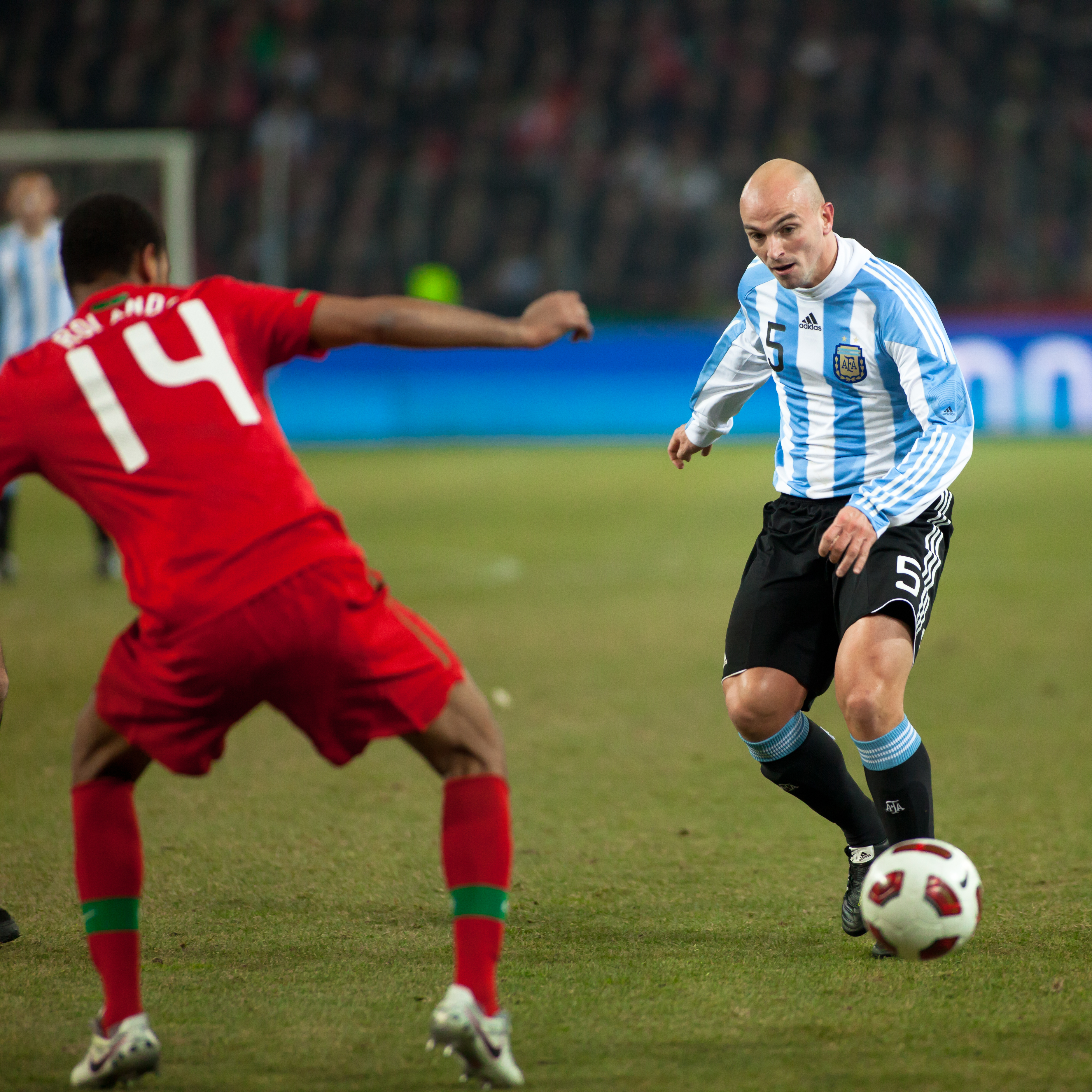
Cambiasso im Trikot der argentinischen Nationalmannschaft (2011)

- U-20-Südamerikameisterschaft: 1997, 1999

River Plate
- Argentinische Meisterschaft Clausura: 2002

Real Madrid
- Weltpokal: 2003
- UEFA Super Cup: 2002
- Spanische Meisterschaft: 2002/03
- Supercopa de España: 2003

Inter Mailand
- UEFA Champions League: 2009/10
- FIFA-Klub-Weltmeisterschaft: 2010
- Italienische Meisterschaft: 2005/06*, 2006/07, 2007/08, 2008/09, 2009/10
- Italienischer Pokal 2004/05, 2005/06, 2009/10, 2010/11
- Italienischer Supercup: 2005, 2006, 2008, 2010

* zuerkannt infolge des italienischen Fußball-Skandals 2005/2006
Olympiakos Piräus
- Griechischer Meister: 2015/16, 2016/17

## Saisonstatistik
| Verein            | Liga             | Saison          | Liga   | Liga | Nat. Pokal | Nat. Pokal | Int. Pokal | Int. Pokal | Andere | Andere | Gesamt | Gesamt |
| Verein            | Liga             | Saison          | Spiele | Tore | Spiele     | Tore       | Spiele     | Tore       | Spiele | Tore   | Spiele | Tore   |
| ----------------- | ---------------- | --------------- | ------ | ---- | ---------- | ---------- | ---------- | ---------- | ------ | ------ | ------ | ------ |
| Real Madrid B     | Segunda División | 1996/97         | 8      | 0    | –          | –          | –          | –          | –      | –      | 8      | 0      |
| Real Madrid B     | Seg. División B  | 1997/98         | 34     | 4    | –          | –          | –          | –          | 6      | 0      | 40     | 4      |
| Gesamt            | Gesamt           | Gesamt          | 42     | 4    | –          | –          | –          | –          | 6      | 0      | 48     | 4      |
| CA Independiente  | Primera División | 1998/99         | 27     | 3    | –          | –          | –          | –          | –      | –      | 27     | 3      |
| CA Independiente  | Primera División | 1999/00         | 36     | 6    | –          | –          | 7          | 2          | –      | –      | 43     | 8      |
| CA Independiente  | Primera División | 2000/01         | 35     | 5    | –          | –          | –          | –          | –      | –      | 35     | 5      |
| Gesamt            | Gesamt           | Gesamt          | 98     | 14   | –          | –          | 7          | 2          | –      | –      | 105    | 16     |
| River Plate       | Primera División | 2001/02         | 37     | 12   | –          | –          | 9          | 2          | –      | –      | 46     | 14     |
| Gesamt            | Gesamt           | Gesamt          | 37     | 12   | –          | –          | 9          | 2          | –      | –      | 46     | 14     |
| Real Madrid       | Primera División | 2002/03         | 24     | 0    | 5          | 0          | 9          | 0          | 2      | 0      | 40     | 0      |
| Real Madrid       | Primera División | 2003/04         | 17     | 0    | 4          | 1          | 5          | 0          | 2      | 0      | 28     | 1      |
| Gesamt            | Gesamt           | Gesamt          | 41     | 0    | 9          | 1          | 14         | 0          | 4      | 0      | 68     | 1      |
| Inter Mailand     | Serie A          | 2004/05         | 30     | 2    | 3          | 0          | 11         | 0          | –      | –      | 44     | 2      |
| Inter Mailand     | Serie A          | 2005/06         | 34     | 5    | 3          | 1          | 10         | 0          | 1      | 0      | 48     | 6      |
| Inter Mailand     | Serie A          | 2006/07         | 21     | 3    | 4          | 1          | 2          | 1          | 1      | 0      | 28     | 5      |
| Inter Mailand     | Serie A          | 2007/08         | 33     | 6    | 2          | 0          | 8          | 2          | 1      | 0      | 44     | 8      |
| Inter Mailand     | Serie A          | 2008/09         | 35     | 4    | 3          | 1          | 8          | 0          | 1      | 0      | 47     | 5      |
| Inter Mailand     | Serie A          | 2009/10         | 30     | 3    | 4          | 0          | 12         | 1          | 1      | 0      | 47     | 4      |
| Inter Mailand     | Serie A          | 2010/11         | 30     | 7    | 4          | 0          | 7          | 1          | 4      | 0      | 45     | 8      |
| Inter Mailand     | Serie A          | 2011/12         | 37     | 4    | 2          | 0          | 8          | 1          | –      | –      | 47     | 5      |
| Inter Mailand     | Serie A          | 2012/13         | 33     | 3    | 2          | 0          | 13         | 1          | –      | –      | 48     | 4      |
| Inter Mailand     | Serie A          | 2013/14         | 32     | 4    | 1          | 0          | –          | –          | –      | –      | 33     | 4      |
| Gesamt            | Gesamt           | Gesamt          | 315    | 41   | 28         | 3          | 79         | 7          | 9      | 0      | 431    | 51     |
| Leicester City    | Premier League   | 2014/15         | 31     | 5    | 2          | 0          | –          | –          | –      | –      | 33     | 5      |
| Gesamt            | Gesamt           | Gesamt          | 31     | 5    | 2          | 0          | –          | –          | –      | –      | 33     | 5      |
| Olympiakos Piräus | Super League     | 2015/16         | 14     | 2    | 3          | 2          | 4          | 0          | –      | –      | 21     | 4      |
| Olympiakos Piräus | Super League     | 2016/17         | 14     | 0    | 5          | 1          | 9          | 2          | –      | –      | 28     | 3      |
| Gesamt            | Gesamt           | Gesamt          | 28     | 2    | 8          | 3          | 13         | 2          | –      | –      | 49     | 7      |
| Karriere Gesamt   | Karriere Gesamt  | Karriere Gesamt | 598    | 78   | 47         | 7          | 122        | 13         | 13     | 0      | 780    | 98     |

Quelle: footballdatabase.eu (Stand: Saisonende 2016/17)